# Pletina

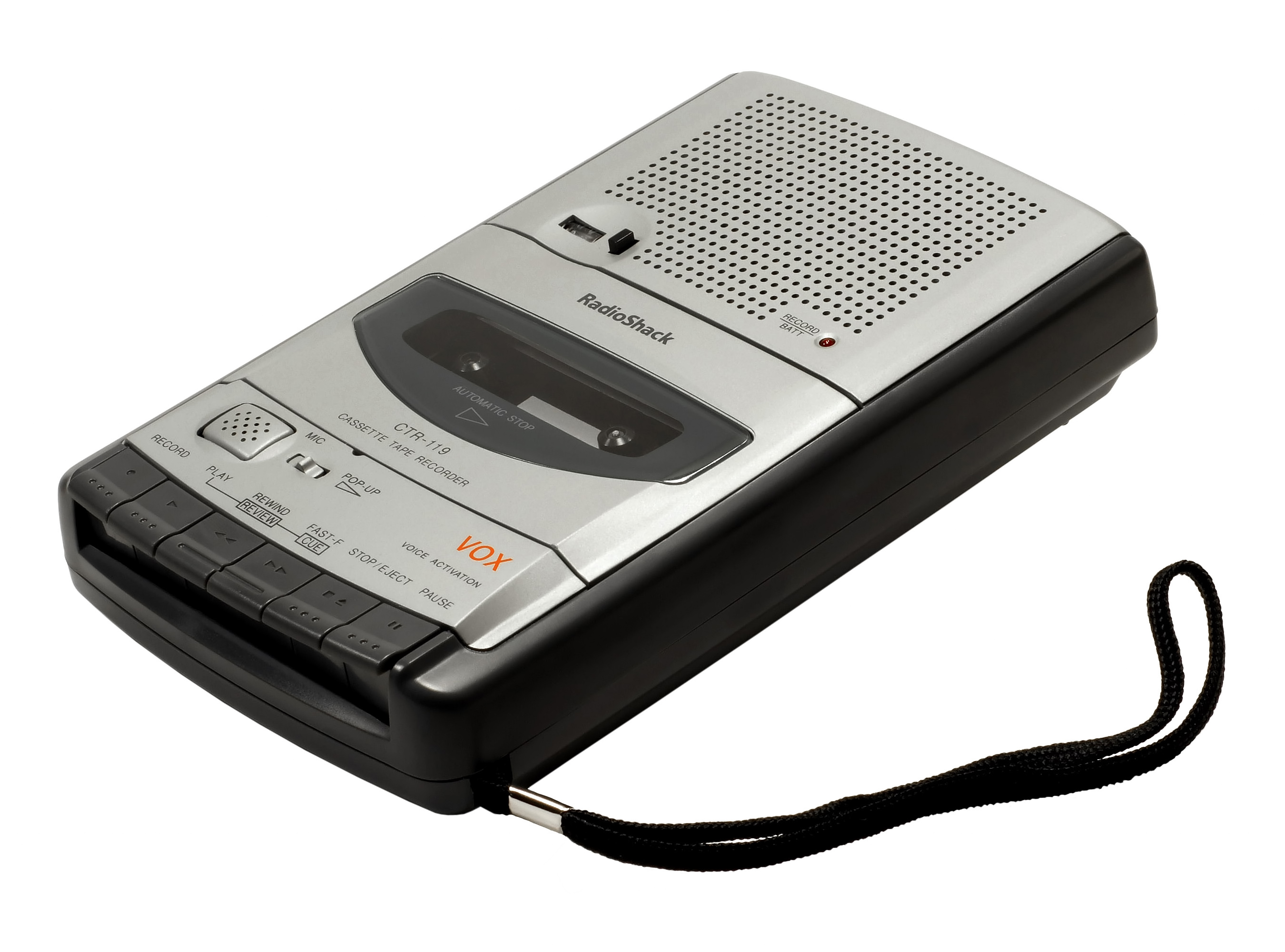
Pletina en un grabador portátil.

La pletina, platina o casetera es un compartimento rectangular ubicado en algunos equipos de reproducción de sonido. Es el compartimento en el que se inserta el casete de audio para ser reproducido y/o grabado. Se trata de un sistema de reproducción o grabación magnética analógica de sonido.
Se llama equipos de «doble pletina» o «doble casetera» a aquellos que facilitan la duplicación doméstica de una casete de audio. Están dotados de dos pletinas: una que sólo tiene la función de reproductor de casetes y otra que además del cabezal de lectura tiene además un cabezal grabador. Ya fuesen de doble pletina o de una única pletina, los radiocasetes fueron fabricados masivamente durante la segunda mitad del siglo XX pero desde principios del siglo XXI fueron progresivamente substituidos por sistemas de lectura digital, como los lectores de disco compacto o los lectores MP3.
Diferentes medios, incluso a veces por parte de expertos, llaman «pletina de discos» al tocadiscos. En realidad es incorrecto utilizar los términos «pletina» o «platina» para referirse a un tocadiscos. El Diccionario de la Real Academia Española reconoce los términos pletina y platina para el dispositivo lector de casetes y el término plato para el dispositivo lector de discos.